# NBB Netzgesellschaft Berlin-Brandenburg
Die NBB Netzgesellschaft Berlin-Brandenburg mbH & Co. KG betreibt eines der bundesweit größten örtlichen Gasverteilnetze und übernimmt den technischen und wirtschaftlichen Betrieb der Gasverteilung sowie den Gastransport für alle Händler in Berlin, Brandenburg und in Teilen Sachsens und Sachsen-Anhalts. Daneben gehören die Wartung und der Ausbau der Leitungsnetzinfrastruktur sowie die Durchführung und Gewährleistung des technischen Betriebs zu ihren Kernaufgaben. Ebenso übernimmt die NBB die Betriebsführung weiterer Strom-, Wasser-, Fernwärme- und Kabelnetze für verschiedene Stadtwerke und Netzbetreiber. Der Sitz des Unternehmens ist in der Bundeshauptstadt Berlin.

## Geschichte

### Gründung und Anfangsjahre
Auf Grundlage der EU-Binnenmarktrichtlinien für Strom und Gas und der damit verbundenen Einführung des regulierten Netzzugangs am Energiemarkt ging die NBB am 1. Januar 2006 als Ausgliederung der Netzbetriebe der GASAG Berliner Gaswerke AG und der EMB Energie Mark Brandenburg GmbH als eine der ersten Netzbetreiberinnen in Deutschland an den Start. Durch die Gründung wurde die vom Gesetzgeber vorgegebene Entflechtung, wonach der Netzbetrieb von Handel und Vertrieb zu trennen ist, eineinhalb Jahre vor dem gesetzlich geforderten Termin umgesetzt. Zum Zeitpunkt der Gründung waren die 1847 gegründete GASAG zu 85 % und die EMB zu 15 % als Kommanditisten an dem Unternehmen beteiligt.

### Gründung von Tochterunternehmen und Übernahmen ab 2007
Am 1. Januar 2007 wurde die Havelländische Stadtwerke GmbH (HSW) eine weitere Kommanditistin der NBB. Der Kapitalanteil der HSW betrug im Jahr der Übernahme 1,5 %, der Anteil der GASAG reduzierte sich auf 83,5 %. Durch die Verschmelzung der HSW mit der EMB am 1. Oktober 2012 erhöhte sich deren Anteil auf 16,5 %.
Im Jahr 2010 gründete die NBB das Netzwerk Erdgas. Ziel dieses Verbundes ist es, Gashändler, Dienstleister, Heizungsbauer, Berater, Gerätehersteller sowie gewerbliche Gasverbraucher auf einer gemeinsamen Diskussions- und Informationsplattform miteinander zu verbinden. Im selben Jahr wurde die Infrest – Infrastruktur eStrasse GmbH als Tochtergesellschaft der NBB, der Stromnetz Berlin GmbH und der Vattenfall Wärme Berlin AG (Teil des Vattenfall Konzerns) gegründet. Bauunternehmen, Planungs- und Architekturbüros, Leitungsnetzbetreiber, Behörden sowie private Bauherren können bei dem Unternehmen beispielsweise Leitungsauskünfte und Genehmigungen für ihre Baumaßnahmen bei Leitungsnetzbetreibern einholen. Darüber hinaus hat Infrest ein online-basiertes Baustelleninformationssystem entwickelt, das über die Dauer und Auftraggeber von Baustellen im öffentlichen Bereich Auskunft gibt.
Anfang 2011 gründete die NBB gemeinsam mit der Conenergy AG, Essen die KKI – Kompetenzzentrum Kritische Infrastrukturen GmbH als Tochtergesellschaft beider Unternehmen. Die KKI ist ein Beratungs- und Dienstleistungsunternehmen, das im Bereich Störungs-, Notfall- und Krisenmanagement tätig ist. Im Folgejahr übernahm die KKI die zentrale Meldestelle der NBB.
2012 schloss das Unternehmen mit der Berliner Stadtreinigung erstmals einen Biogasproduzenten aus Berlin an das Gasnetz an. Die Biogasanlage der Berliner Stadtreinigung ging im Frühjahr des folgenden Jahres in der Nähe des Klärwerks Ruhleben im Bezirk Spandau als eigene Erzeugung aus Biomüll in Betrieb. Seit 2013 ist die Spreegas Gesellschaft für Gasversorgung und Energiedienstleistung mbH, Cottbus mit 3 % an der NBB beteiligt, der Anteil der GASAG reduzierte sich im selben Jahr auf 80,5 %. Die NBB übernimmt seitdem die Betriebsverantwortung für das Netzgebiet der Spreegas in der Region Cottbus und der Spree-Niederlausitz bis nach Sachsen und Sachsen-Anhalt.
Im Juni 2016 erwarb die NBB von der ITS Informationstechnik Service GmbH, Dortmund 49 % der Gesellschaftsanteile der in Dortmund ansässigen WGI – Westfälische Gesellschaft für Geoinformation und Ingenieurdienstleistung mbH, wodurch der Dienstleistungsbereich der Infrest erweitert werden sollte. Die ITS ist im Kataster- sowie im Telekommunikationswesen tätig.

### Neuausrichtung ab 2019
Im Zuge einer Neuausrichtung der NBB verschmolz zum 1. Januar 2019 die Begatec GmbH, Berlin auf das Unternehmen. Im Herbst desselben Jahres wurde der Teilbetrieb Messtechnik der GASAG Solution Plus GmbH, Berlin sowie der Teilbetrieb Netzabrechnung der BAS Kundenservice GmbH & Co. KG, Berlin an die NBB verkauft. Durch die Übernahmen erhöhte sich die Mitarbeiterzahl auf 730 Angestellte (Vorjahr: 421). Im Zuge der Umstrukturierung wurde die GASAG-Gruppe des Weiteren in die neuen Geschäftsbereiche Netze, Privat- und Gewerbekunden, Großkunden und erneuerbare Energien unterteilt.
2020 nahm die NBB eine neue Gasübernahmestation im Stadtteil Neukölln in Betrieb. Zum 1. September des folgenden Jahres verlagerte das Unternehmen seinen Hauptsitz vom Standort Berlin-Mitte nach Schöneberg an den EUREF-Campus. Dieser Standort wird durch zwei weitere Standorte in Berlin (Haynauer Straße und Prenzlauer Promenade) ergänzt. 2022 verlängerte der Berliner Senat die Betriebslizenz der NBB bis Ende 2027.
Im Juni 2023 startete die NBB gemeinsam mit den Unternehmen GASAG, Vattenfall Wärme und der Ontras Gastransport GmbH sowie dem Land Berlin die Planungen für den Aus- und Umbau des Gasnetzes in zukünftige Wasserstoffnetze. Im Rahmen eines 3-Phasenmodells soll ab 2030 der Wasserstoff von überregionalen Transport- zu den lokalen Verteilnetzen geführt werden, sodass etwa 50 % des gesamten Berliner Gasverbrauchs durch Wasserstoff ersetzt werden.

## Unternehmensstruktur und Unternehmensbereiche

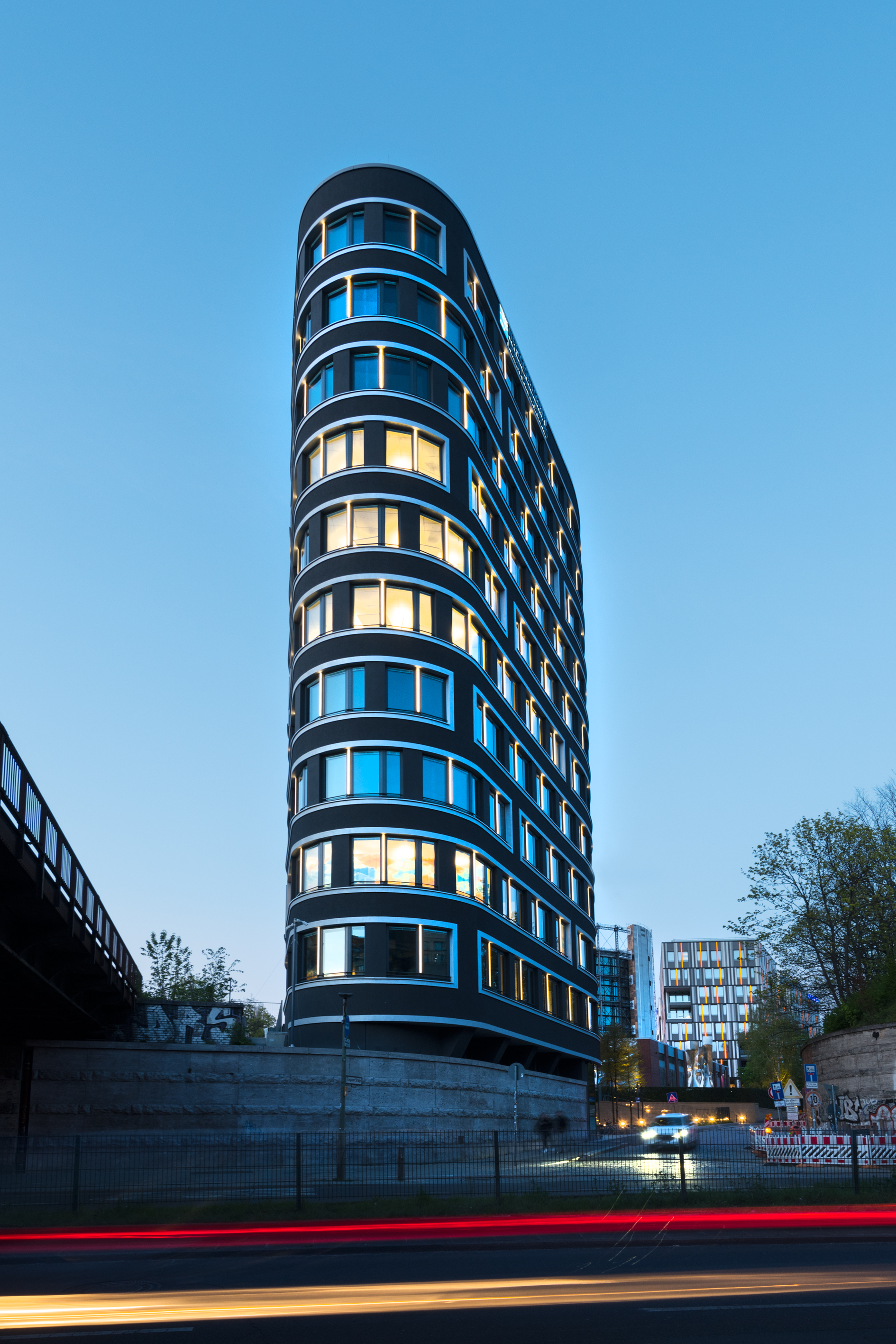
NBB Netzquartier in Berlin

Die NBB erwirtschaftete im Geschäftsjahr 2021 einen Umsatzerlös von 383,7 Mio. Euro (Vorjahr: 367,9 Mio. Euro), wobei sich dieser aus den Erträgen aus Netzentgelten, Abrechnungen der Mehr- und Mindermengen sowie der Abwicklung der Investitionen in das Gasnetz zusammensetzte. Des Weiteren erwirtschaftete die NBB Umsatzerlöse aus vereinnahmten Hausanschlussbeiträgen und Investitionszuschüssen für die Netzinfrastruktur.
Persönlich haftende Gesellschafterin der NBB ist die NBB Netz-Beteiligungs-GmbH, die 2023 mit der EMB fusionierte. Die Geschäftsführung der Gesellschaft liegt in der Verantwortung von Maik Wortmeier (Vorsitzender, verantwortlich für den Geschäftsbereich Technik) und Frank Behrend (Geschäftsführer, kaufmännischer Geschäftsbereich). 2021 waren 732 Mitarbeiter für die NBB tätig.
Die NBB ist eine hundertprozentige Tochtergesellschaft des GASAG-Konzerns, für den 2021 etwa 1.500 Mitarbeiter tätig waren. Das von der NBB betriebene Gasnetz in Berlin und dem Umland umfasste 2022 etwa 14.000 Kilometer. Dieses Netzgebiet wird in vier regionale Teilnetze eingeteilt (Berlin, Brandenburg, Spree-Niederlausitz und das Netzgebiet der Netzgesellschaft Forst (Lausitz) mbH und Co. KG).
Die NBB ist an folgenden Unternehmen beteiligt:
- Infrest – Infrastruktur eStrasse GmbH, Berlin (67,36 %, die Stromnetz Berlin GmbH hält 16,32 % und die Vattenfall Wärme Berlin 16,32 %)[11]
- KKI – Kompetenzzentrum Kritische Infrastrukturen GmbH, Berlin (74,90 %)
- WGI – Westfälische Gesellschaft für Geoinformation und Ingenieurdienstleistung mbH, Dortmund (zum 31. Dezember 2020 49,00 %)

Die Dienstleistungen der NBB umfassen etwa die Durchführung des Netzbetriebs im Geschäftsgebiet, die Instandhaltung und den Ausbau der Leitungsnetzinfrastruktur sowie die Übernahme der Betriebsführung für Netze Dritter. Das Unternehmen ist außerdem im Bereich der technischen und kaufmännischen Beratung tätig. Die NBB betreibt fünf Gasübernahmestationen in Berlin und Brandenburg. Mittels dieser Stationen wird das Erdgas vom Ferngasnetz in das Verteilernetz der Region eingespeist. Neben den Sparten Gas und Strom führt die NBB Leistungen für die Sparten Wasser und Fernwärme durch. Das Unternehmen unterliegt der Regulierung durch die Bundesnetzagentur.

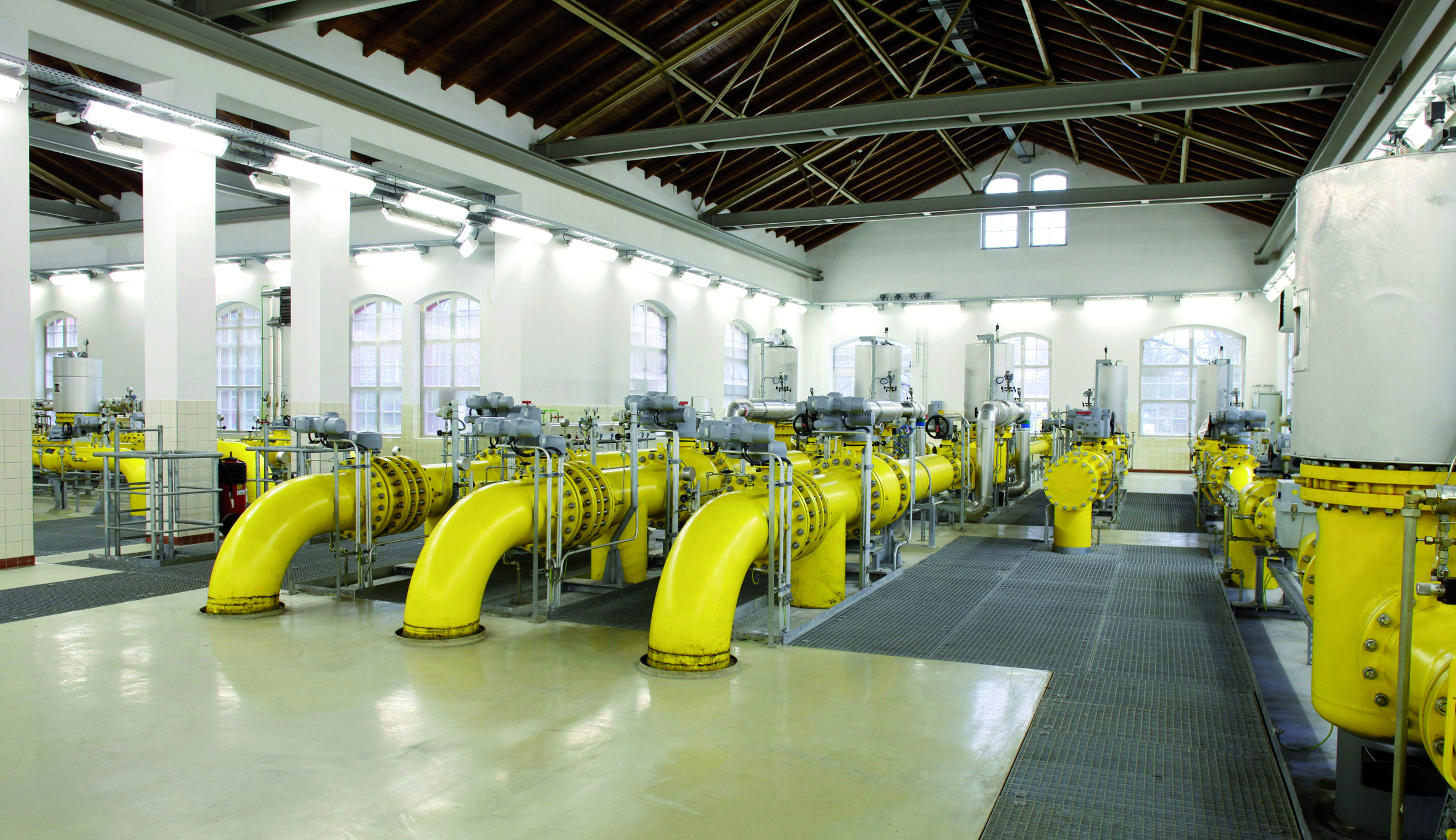
Eine Übernahmestation der NBB

Im Geschäftsjahr 2021 bestanden mit folgenden Unternehmen Verträge über die Verpachtung der Wirtschaftsgüter der Gasnetze mit allen technischen Nebeneinrichtungen:
- EMB Energie Mark Brandenburg GmbH, Michendorf
- Spreegas Gesellschaft für Gasversorgung und Energiedienstleistung mbH, Cottbus
- NGK Netzgesellschaft Kyritz GmbH, Kyritz
- Rathenower Netz GmbH, Rathenow
- Netzgesellschaft Hohen Neuendorf GmbH & Co. KG, Hohen Neuendorf
- Netzgesellschaft Hennigsdorf Gas mbH, Hennigsdorf.

## Rechtsstreit um die Vergabe der Gasnetzkonzession ab 2014
Nachdem die GASAG und die NBB in einem Bieterverfahren die Konzession an die BEN Berlin Energie und Netzholding GmbH verloren und diesbezüglich Beschwerde eingereicht hatten, leitete das Bundeskartellamt 2014 ein Verfahren zur Überprüfung der Gasnetzkonzessionsvergabe in Berlin ein. Das Kartellamt untersuchte, ob es Verstöße gegen Missbrauchsvorschriften gab. 2021 wurde die Klage auf Abschluss des Konzessionsvertrages für das Berliner Gasnetz mit der NBB bestätigt. Der Bundesgerichtshof verurteilte das Land Berlin dazu, das 2014 von der NBB eingereichte Angebot im Rahmen der Neuausschreibung der Gasnetzkonzession anzunehmen. Somit blieb das Berliner Gasnetz in privater Hand.

## Zertifizierungen und Auszeichnungen
2015, 2020 und 2022 zeichnete die IHK Berlin die NBB mit dem Siegel „Exzellente Ausbildungsqualität“ aus (gültig bis 2024).
Das Tochterunternehmen Infrest erhielt im November 2019 für den Baustellenatlas den Berliner Umweltpreis Green Buddy Award.